# Platanthera sparsiflora
Platanthera sparsiflora là một loài thực vật có hoa trong họ Lan. Loài này được (S.Watson) Schltr. miêu tả khoa học đầu tiên năm 1899.